# کارولین کپ‌نس
کارولین کپ‌نس (انگلیسی: Caroline Kepnes؛ زادهٔ ۱۹۷۷ (۴۷–۴۸ سال) پدیدآور، فیلم‌نامه‌نویس اهل ایالات متحده آمریکا است. کپ‌نس نویسندهٔ دو کتاب برجسته است که عمدهٔ شهرت وی نیز بر پایهٔ همان‌ها است. کتاب نخست تحت عنوان تو می‌باشد که یک مجموعه تلویزیونی هم بر اساس آن ساخته شد و دومین اثر وی که در سال ۲۰۱۶ منتشر گردید، کتابی است به نام اجساد پنهان